# Zeppelinfjellet
Zeppelinfjellet är ett berg på Brøggerhalvøya, två kilometer från Ny-Ålesund på Spitsbergen i Svalbard. 
Norsk Polarinstitutt driver mätstationen Zeppelinobservatoriet på Zeppelinfjellet tillsammans med Norsk institutt for luftforskning, som ansvarar för den vetenskapliga verksamheten. Zeppelinobservatoriet ligger 475 meter över havet och upprättades 1990. Observatoriet nås med linbana från Ny-Ålesund.
Zeppelinfjellet har sitt namn efter den tyske officeren och luftskeppskonstruktören Ferdinand von Zeppelin, som ledde en expedition till detta område 1910 tillsammans med Hugo Hergesell.

## Linbana
Observatoriet nås med världens nordligaste linbana från Ny-Ålesund, som byggdes 1989. Gondolen tar högst fyra personer. Linbanefärden tar 13 minuter.

## Bildgalleri

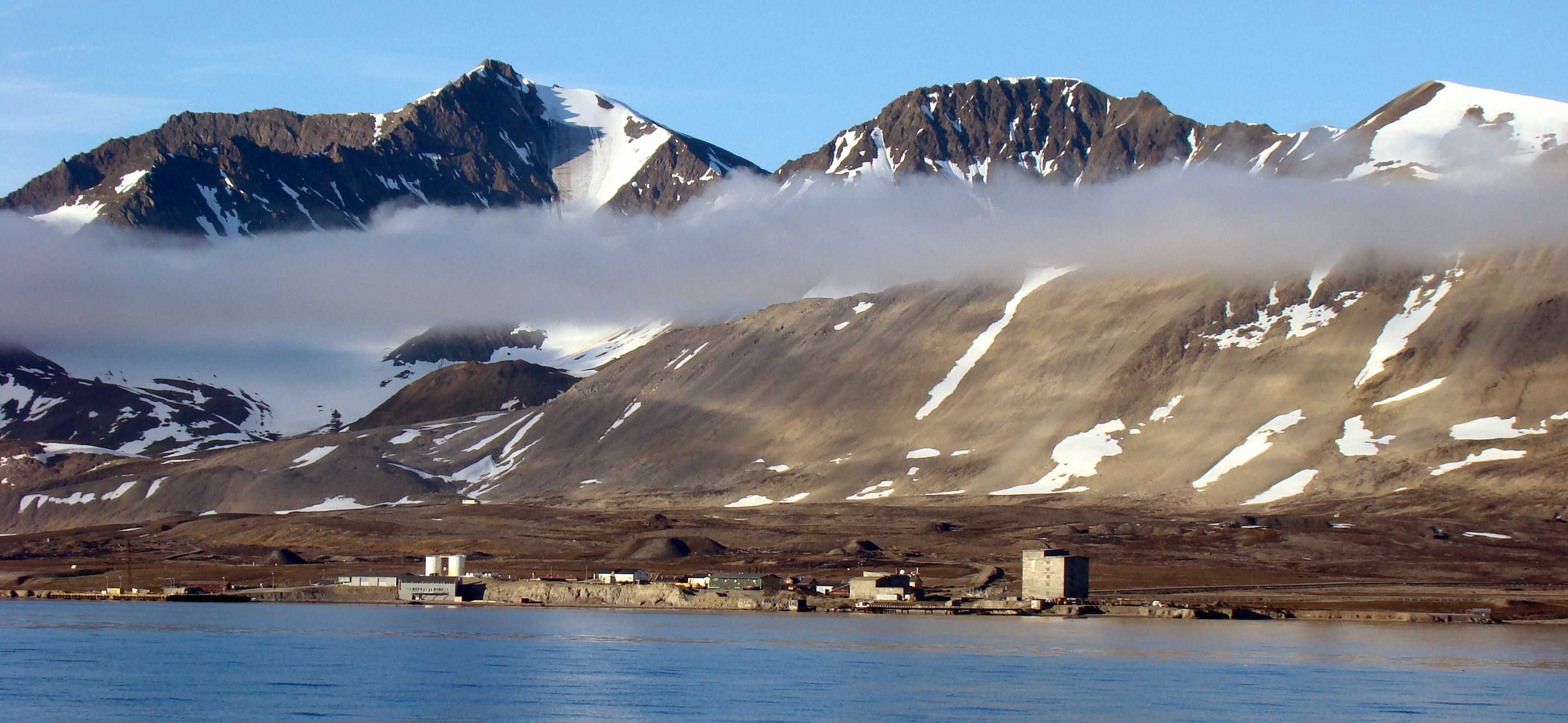
Ny-Ålesund med Zeppelinfjellet
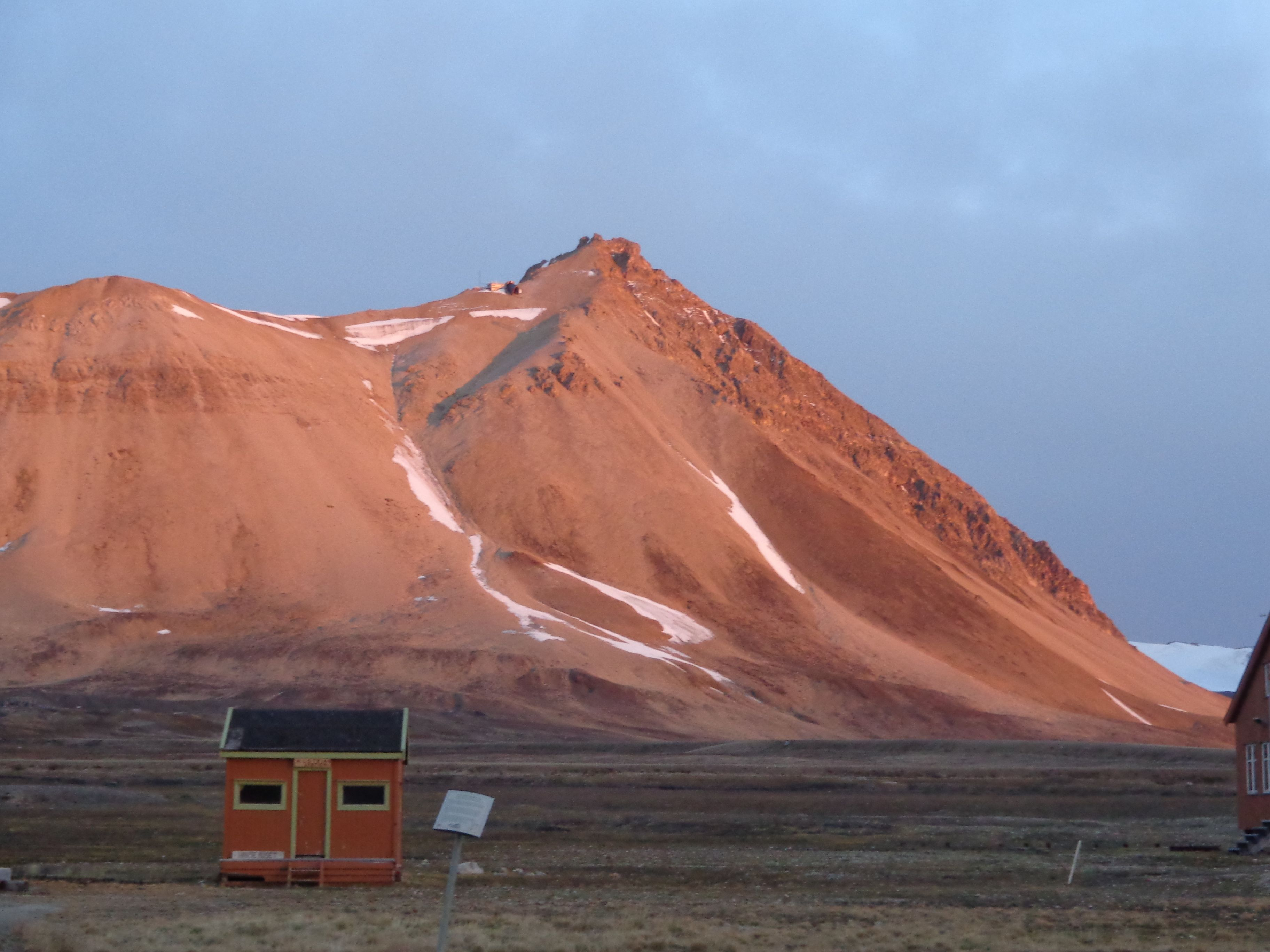
Zeppelinfjellet sett från Ny-Ålesund
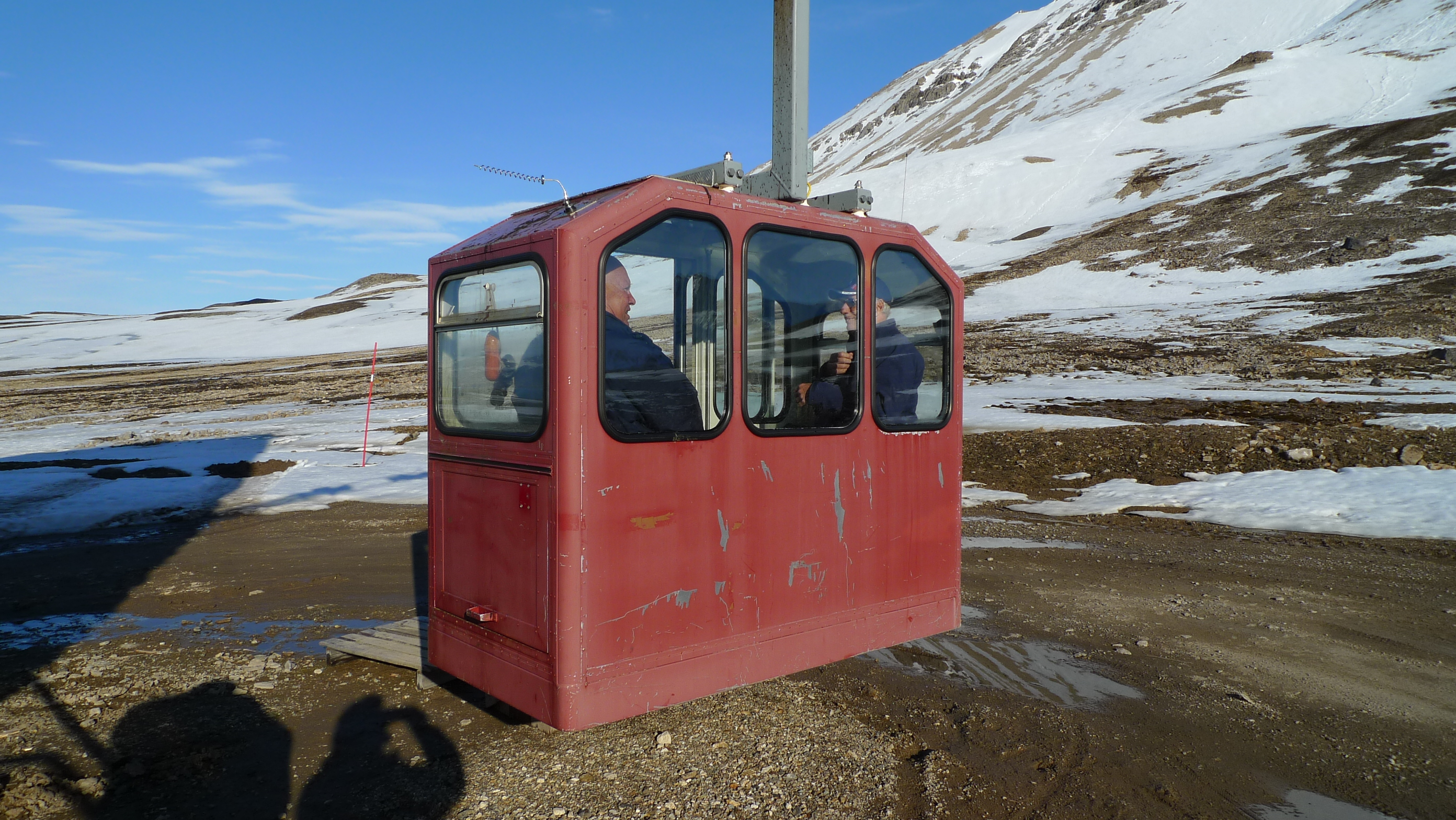
Linbanan från Ny-Ålesund till Zeppelinobservatoriet